# Tony Hall (cầu thủ bóng đá, sinh năm 1969)
Anthony David Hall (sinh ngày 17 tháng 1 năm 1969) là một cựu cầu thủ bóng đá người Anh từng thi đấu ở vị trí trung vệ tại Football League cho Tranmere Rovers và Hartlepool United.